# Se, vi tågar fram med sköld och med baner
Se, vi tågar fram med sköld och med baner är en sång från 1867 med text av Fanny Crosby och musik av William B Bradbury.
Den har fyra 4-radiga verser med en 8-radig refräng som körsång som i Herde-Rösten 1892 lyder:
Stäm då upp, stäm då upp
Segersång, Segersång!
Sjung av fröjd, sjung av fröjd!
Så blir vägen aldrig lång!
Se vi tåga fram och sjungande vi gå,
Till det sälla land, där vi livets krona få.
Kom i ledet med som stridsman du också.
Till dess Jesus ropar: kom!
I Frälsningsarméns sångbok lyder den lite annorlunda:
Stäm då upp, stäm då upp
Segersång, Segersång!
Sjung av fröjd, sjung av fröjd!
Så blir vägen aldrig lång!
Se vi tågar fram och sjungande vi går,
Till det sköna land, där vi livets krona får.
Kom i ledet med och kämpa du också.
Till dess Jesus ropar: kom!

## Publicerad i
- Herde-Rösten 1892 som nr 100 under rubriken "Strid och seger:" med titeln "Stridssång"
- Musik till Frälsningsarméns sångbok 1907 som nr 218
- Frälsningsarméns sångbok 1929 som nr 428 under rubriken "Strid och verksamhet - Under striden".
- Frälsningsarméns sångbok 1968 som nr 480 under rubriken "Kamp och seger"
- Frälsningsarméns sångbok 1990 som nr 639 under rubriken "Strid och kallelse till tjänst"